# Josef Schleifstein
Josef „Jupp“ Schleifstein (* 15. März 1915 in Łódź; † 24. Juli 1992 in Bad Homburg vor der Höhe) war ein deutscher marxistischer Philosoph, Parteifunktionär (KPD) und marxistisch-leninistischer Theoretiker sowie Redakteur. Er schrieb auch unter den Pseudonymen J. Schopp (1944–1950), Peter Pfeil (1959–1964) und Egon Schreiner (1963–1968).

## Kindheit und Jugend
Schleifsteins Eltern waren der jüdische Lehrer Hermann Schleifstein (eigentlich Herszek Dyjament; 1883–1932) und dessen jüdische Frau Marie, geborene Strumpfelt (geb. 1886), eine kaufmännische Angestellte, die 1928 der KPD beitrat. Seine Eltern waren jüdischer Herkunft, aber offenbar assimiliert an die polnische Bevölkerung. Aufgrund des Verlaufs des Ersten Weltkriegs verlor Schleifstein 1917 die russische Staatsangehörigkeit, er konnte erst Ende 1921 mit der Mutter aus Russisch-Polen zu dem in Leipzig arbeitenden Vater ziehen. Ab 1925 besuchte er das Realgymnasium und fiel bald durch musikalisches Talent auf. Den jüdischen Glauben legte Schleifstein 1930 ab. 1931 starb der Vater. Im selben Jahr begann Schleifstein ein Musikstudium an der Hochschule für Musik und Theater „Felix Mendelssohn Bartholdy“ Leipzig und trat in die Rote Studentengruppe ein. Er arbeitete in Agitprop-Gruppen mit und wurde 1932 Mitglied der KPD. Sein Studium musste er 1933 aus politischen Gründen abbrechen.

## Politische Tätigkeit
Ab März 1933 arbeitete Schleifstein in der Illegalität für seine Partei und leistete Widerstand gegen den Nationalsozialismus. Im November 1933 wurde er verhaftet und im Juni 1934 vom Oberlandesgericht Dresden wegen Hochverrats zu einem Jahr und zehn Monaten Zuchthaus verurteilt, die er in Waldheim absaß.

### Emigration

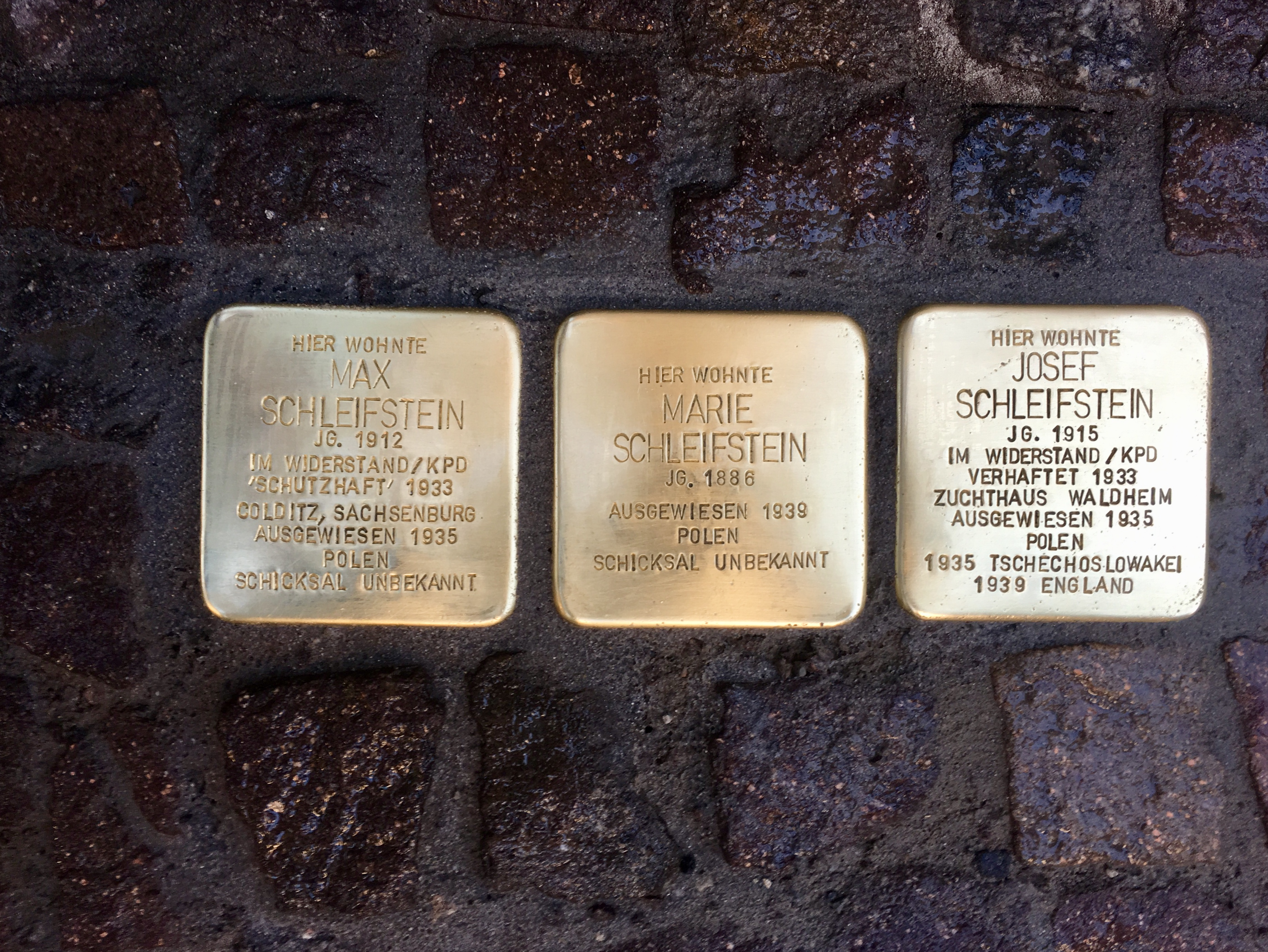
Stolpersteine für Familie Schleifstein in Leipzig

Nach seiner Haftentlassung im September 1935 wurde er als Staatenloser nach Polen abgeschoben, emigrierte im Dezember 1935 in die Tschechoslowakei und betätigte sich dort illegal für das Zentralkomitee (ZK) der KPD. Josef Schleifstein bildete sich in Zirkeln der Emigranten vor allem in Themen der Philosophie und Geschichte weiter, trat der Freien Deutschen Jugend (FDJ) bei und freundete sich mit dem Musiker Gideon Klein an.
Vier Tage vor dem Einmarsch der deutschen Wehrmacht im März 1939 floh Schleifstein nach London, wo er in der Folge in der Exil-Jugendarbeit aktiv und stellvertretender Vorsitzender der Freien Deutschen Jugend (FDJ) wurde. Später arbeitete er als Prüfer für Flugzeugmotoren. In seiner Freizeit studierte er die Theorien des Marxismus-Leninismus.
Ab 1941 arbeitete Schleifstein vorwiegend in der Bildungsarbeit der Exil-KPD und lernte hierbei u. a. Kurt Hager und Jürgen Kuczynski kennen. 1942 heiratete er Trude Löwenstein (sie gab 1946 ihren jüdischen Glauben auf). Die 1943 geborene Tochter Mary, eine promovierte Physikerin, lebte später in der DDR.
Schleifsteins Mutter, der Bruder und alle direkten Verwandten wurden in den Konzentrationslagern des Hitlerregimes ermordet.

### Heimkehr
Im Oktober 1946 kehrte Schleifstein mit Frau und Tochter nach Deutschland zurück, wo er zuerst in der Britischen Besatzungszone in Köln wohnhaft wurde und als stellvertretender Chefredakteur der Volksstimme arbeitete, der Bezirkszeitung der KPD. 1948 wurde er Mitglied des Parteivorstands der KPD und leitete deren Presse- und Schulungsabteilung. 1949 wurde er als Sekretär des Parteivorstands in der Bundesrepublik Deutschland Mitglied der inneren Führungsgruppe, aus der er 1951 nach parteiinternen Auseinandersetzungen abgelöst wurde. Helmuth Warnke beschreibt ihn als eine Ausnahme unter den Lehrern der KPD-Parteischule in Heidenoldendorf, weil er die Geschichte der deutschen Arbeiterbewegung lebendig und historisch, ohne gröbliche Abweichung von der Wahrheit, darstellte.

### Arbeit in der DDR
Schleifstein begann Mitte 1951 in Ballenstedt seinen Lebensabschnitt in der DDR, wobei er die deutsche Staatsangehörigkeit erwarb. Nach einer kurzen Zeit als Lehrer an der Landesparteischule der SED übernahm er Ende 1951 eine Dozentur im Fach marxistisch-leninistisches Grundlagenstudium an der Universität Leipzig (ab 1953 Karl-Marx-Universität Leipzig, KMU) und ab 1953 eine Dozentur für die Geschichte der Arbeiterbewegung am Franz-Mehring-Institut zur Ausbildung von Lehrern für das marxistisch-leninistische Grundlagenstudium. Dort promovierte er 1956 über die Arbeit Franz Mehrings, Seine Dissertation rehabilitierte Franz Mehring, den Stalin 1928 ebenso wie den Spartakusbund von Rosa Luxemburg, Karl Liebknecht und Leo Jogiches als „opportunistisch“ verdammt hatte. 1957 habilitierte er sich und wurde 1958 Prorektor der Gesellschaftswissenschaftlichen Fakultät und anschließend von 1958 bis 1968 Direktor des Philosophischen Instituts der KMU.
Ab 1960 kehrte er in den Parteivorstand der 1956 gerade verbotenen KPD zurück. Er lebte zu dieser Zeit in Ost-Berlin und wurde Sekretär des Parteivorstandes für Bildung, Theorie und Propaganda, wurde 1963 Mitglied des Zentralkomitees und 1964 Kandidat des Politbüros der KPD. Gleichzeitig war er von 1958 bis 1963 für den Kulturbund der DDR Abgeordneter der Volkskammer. 1963 war er Mitbegründer der Marxistischen Blätter, die herausgegeben wurden in Frankfurt am Main. Ab 1967 arbeitete er an einem neuen Programm der KPD.

### Aktiv in der Bundesrepublik Deutschland
Im Mai 1968 kehrte Schleifstein in die Bundesrepublik Deutschland zurück und lebte zuerst in Köln, später in Bad Homburg vor der Höhe. Er wirkte mit bei der Neukonstituierung der DKP 1968. Im selben Jahr wurde er Mitglied des Parteivorstands sowie Mitbegründer und bis 1981 Leiter des Instituts für Marxistische Studien und Forschungen (IMSF) in Frankfurt am Main, dem er bis 1990 verbunden blieb. Zusammen u. a. mit Robert Steigerwald und Willi Gerns erarbeitete er die theoretische Basis für die Politik der DKP in den 1970er und 1980er Jahren.
1988 versuchte Schleifstein, in der politischen Auseinandersetzung innerhalb der DKP über die politische Erneuerung der Partei zu vermitteln, musste aber 1989 als Vorsitzender der zuständigen Kommission das Scheitern der Einigungsbemühungen feststellen.
1990, nach 22 Jahren ununterbrochener Mitgliedschaft, schied Schleifstein auf eigenen Wunsch aus dem Parteivorstand der DKP aus. 1991 wurde er Mitherausgeber von Z. Zeitschrift Marxistische Erneuerung, nachdem er Anfang des  Jahres der Partei des Demokratischen Sozialismus (PDS) beigetreten war.

## Lebensende

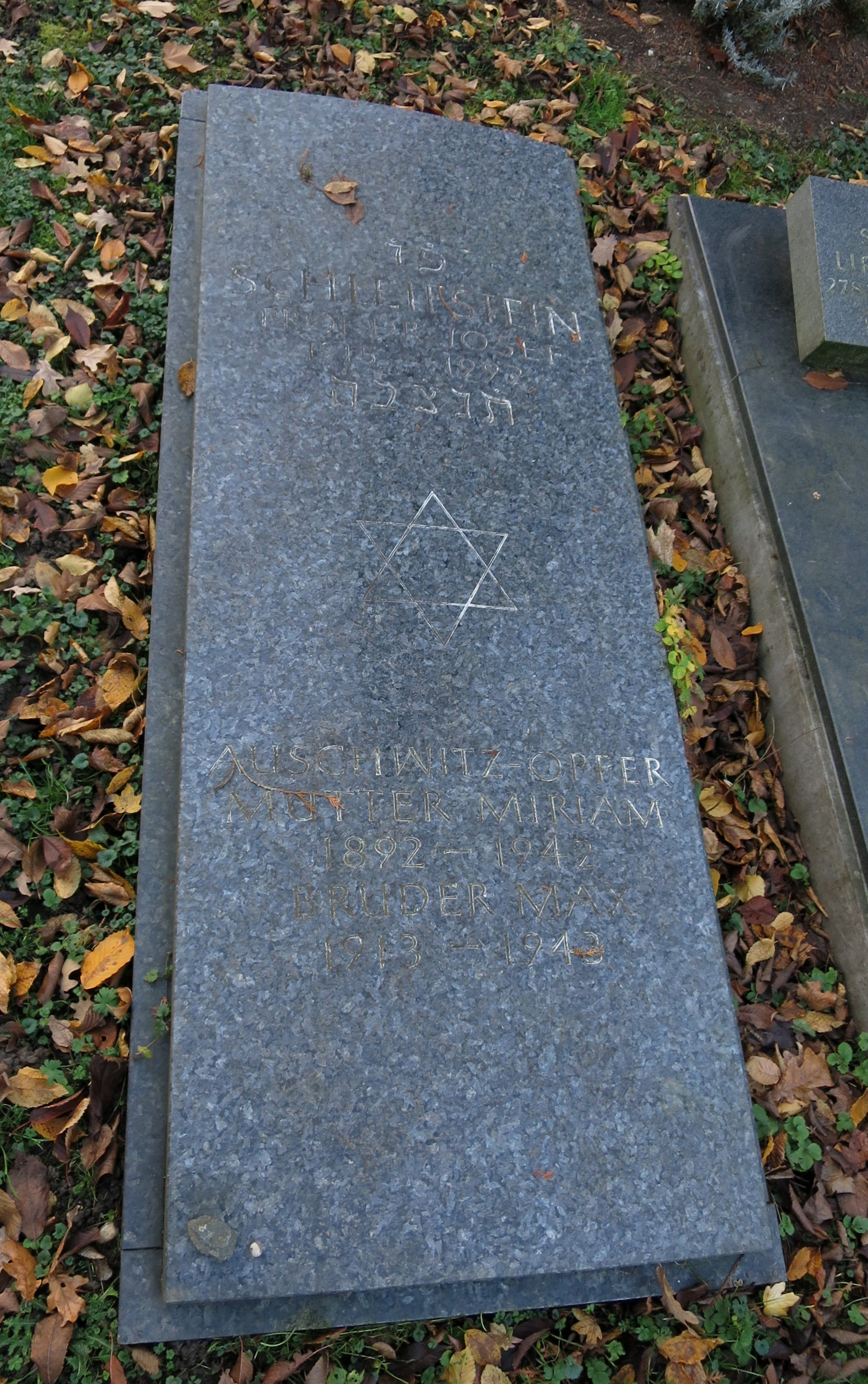
Grab: Josef Schleifstein

Im Herbst 1991 erlitt Schleifstein einen Schlaganfall, der ihn teilweise lähmte. Er musste bis Mai 1992 in der Klinik bleiben und starb am 24. Juli 1992 in Bad Homburg vor der Höhe. Josef Schleifstein ist auf dem Jüdischen Friedhof Köln-Bocklemünd (Flur 29 Nr. 24) beigesetzt.

## Ehrungen
Im Oktober 1959 wurde Schleifstein mit dem „Vaterländischen Verdienstorden“ der DDR ausgezeichnet. 1976 erhielt er die Ehrendoktorwürde der Philosophischen Fakultät der KMU Leipzig, 1979 wurde er Ehrendoktor der Universität Wrocław. Im Jahr 1985 wurde ihm der Karl-Marx-Orden der DDR verliehen.
Für ihn wurde 2018 in Leipzig ein Stolperstein in der Zweinaundorfer Str. 18a verlegt.

## Veröffentlichungen (Auswahl)
(auch unter den Pseudonymen  J. Schopp, Peter Pfeil und Egon Schreiner)
- J. Schopp: Was ist der Marshall-Plan? Frankfurt am Main 1949, S. 1–64. Z. Zeitschrift für Erneuerung Kopie
- Marx und Engels im Kampf gegen den Opportunismus. 1953
- Franz Mehring. Sein marxistisches Schaffen 1891–1919. Rütten & Loening, Berlin 1959
- Gerhard Harig, Josef Schleifstein (Hrsg.): Naturwissenschaft und Philosophie. Beiträge zum Internationalen Symposium über Naturwissenschaft und Philosophie anlässlich der 550-Jahr-Feier der Karl-Marx-Universität Leipzig. Akademie-Verlag, Berlin 1960
- Egon Schreiner: Geschichtsschreibung zum Ruhme Godesbergs. In: Marxistische Blätter 1963 Heft 1 (November/Dezember), S. 12–17  (Digitalisat)
- Die Septemberstreiks 1969. Darstellung – Analyse – Dokumentation der Streiks der Stahlindustrie, im Bergbau, in der metallverarbeitenden Industrie und in anderen Wirtschaftsbereichen. Frankfurt/Main 1969 (Beiträge des IMSF 1)
- Einführung in das Studium von Marx, Engels und Lenin. C. H. Beck, München 1975, ISBN 3-406-03519-1
- Zur Geschichte und Strategie der Arbeiterbewegung. Verlag Marxistische Blätter, Frankfurt am Main 1975, ISBN 3-88012-347-0 (ausgewählte Beiträge)
- Zu einigen Fragen des Klassenkampfes und der Entwicklung von Klassenbewusstsein in der BRD. Vortrag anläßlich der Verleihung der Ehrendoktorwürde der Karl-Marx-Universität Leipzig. Karl-Marx-Universität Leipzig, Leipzig 1977 (Leipziger Universitätsreden. Neue Folge Band 42)
- An der Praxis orientierte marxistische Forschung. In: 10 Jahre IMSF Marxistische Forschung für die Arbeiterbewegung. Druck Busse GmbH, Frankfurt am Main 1978, S. 9–12
- Die „Sozialfaschismus“-These. Zu ihrem geschichtlichen Hintergrund. Verlag Marxistische Blätter, Frankfurt a. M. 1980
- Steigerwald, Robert. In: Philosophenlexikon. Von einem Autorenkollektiv hrsg. von Erhard Lange und Dietrich Alexander. Dietz Verlag, Berlin 1982, S. 865
- Der Intellektuelle in der Partei.  Verlag Arbeiterbewegung und Gesellschaftswissenschaft, Marburg 1987, ISBN 3-921630-70-3 (Gespräche)
- Die Kommunisten müssen umdenken. Die Perestroika und wir. Menschheits- und Klassenfragen. Edition Marxistische Blätter, Düsseldorf 1989. ISBN 3-88501-086-0